# ばら星雲
ばら星雲（ばらせいうん、英: The Rosette Nebula 、NGC 2237-9, 2246、Caldwell 49）は、いっかくじゅう座の方向にある散光星雲（HII領域）である。赤いバラの花飾り(ロゼット)のような姿であることから「ばら星雲（バラ星雲）」とよばれている。

## 概要
NGC番号は 2237、2238、2239、及び 2246である。ばら星雲全体はウィリアム・ハーシェルが発見したが、NGC 2237と2246はスウィフト、NGC 2238はマース、NGC 2239はジョン・ハーシェルがそれぞれ個別に発見している。
おおよそオリオン座α星ベテルギウスからこいぬ座α星プロキオンに向かって1/3ほど行った冬の天の川の中、いっかくじゅう座12番星を中心とする散開星団NGC 2244の周囲に広がっている。眼では感じにくいHα線の成分が強いため肉眼で見ることはできないが、望遠鏡に干渉フィルターを用いることで視認することができる。視直径 80'x60'、距離5,500光年、実直径130光年となっている。